# Pangody
Pangody è un insediamento di tipo urbano della Russia siberiana occidentale, situato nel Circondario autonomo Jamalo-Nenec; appartiene amministrativamente al rajon Nadymskij.
Sorge nella parte centrale del Circondario autonomo, sulla sponda destra del fiume Pravaja Chetta (affluente del Nadym).
La cittadina venne fondata nel 1971, in relazione alla scoperta di importanti giacimenti di gas naturale.